# Calyptomyrmex glabratus
Calyptomyrmex glabratus är en myrart som beskrevs av Hugo Viehmeyer 1916. Calyptomyrmex glabratus ingår i släktet Calyptomyrmex och familjen myror. Inga underarter finns listade.